# 飾りのない明日
『飾りのない明日』（かざりのないあした）は熊木杏里9枚目のアルバム。2016年3月16日、ヤマハミュージックコミュニケーションズからリリース。

## 解説
ヤマハミュージックコミュニケーションズ移籍第一弾。
通常盤・初回限定盤A・初回限定盤Bの3形態で発売。
初回限定盤Aは、LIVE TOUR 2015 「生きているがゆえ」（2015年4月1日）＠ Billboard Live TOKYOでの模様を13曲収録したDVDが同梱。
初回限定盤Bは、LIVE in autumn 「歌が姿を見せる日」（2015年11月22日）＠ 日本橋三井ホールでの模様を19曲収録したDVDが同梱。

### 初回限定盤A・初回限定盤B・通常盤共通CD
作詞・作曲：熊木杏里　編曲：扇谷研人
1. ハルイロ（4:34）
2. くちびるの魔法（5:54）
3. ライナーノーツ（5:31）
4. 飾りのない明日（6:08）
5. 白き者へ（4:46）
6. 夏の日（5:51）
7. 幻（4:38）
8. 灯び（3:40）
9. 今日を壊せ（5:22）
10. 忘れ路の旅人（4:53）

### 初回限定盤A　DVD
1. あなただった（5:44）
2. 旅（3:33）
3. Short film（4:25）
4. イマジンが聞こえた（4:07）
5. 最後の羅針盤（5:08）
6. なごり雪（3:34）
7. 誕生日（4:07）
8. 生きている故の話（4:34）
9. スカートマジック（3:54）
10. 太陽の種（5:18）
11. 逆光（3:23）
12. 愛を（4:39）
13. 春の風 -ENCORE-（4:52）

### 初回限定盤B　DVD
1. オルゴール（5:19）
2. 戦いの矛盾（4:20）
3. 0号（3:57）
4. あなたに逢いたい（4:24）
5. おうちを忘れたカナリア（3:59）
6. 水に恋をする（6:43）
7. 窓絵（4:32）
8. わちがひ（3:48）
9. 朝日の誓い（3:54）
10. 君の名前（5:27）
11. お祝い（5:38）
12. クジラの歌（4:45）
13. Hello Goodbye&Hello（4:32）
14. 逆光（3:22）
15. Flag（4:51）
16. 冬空エスコート（4:04）
17. ひみつ（5:12）
18. 私が見えますか? -ENCORE-（3:31）
19. 忘れ路の旅人 -ENCORE-（4:13）